# Шехзаде Селим (син Мехмеда III)
Шехзаде Селим (тур. Şehzade Selim) је био син султана Мехмеда III и султаније Хандан.

## Живот
Шехзаде Селим је био син султаније Хандан, рођен у фебруару 1585. године. 
Када је његов отац постао султан 1595. године, Селим је као Мехмедов најстарији син проглашен наследником престола. 
Шехзаде Селим је умро 20. априла 1597. године од епидемије. Постојале су гласине да је султанија Сафије имала удела у Селимовој смрти. Сахрањен је у Аја Софији, у гробници Мурата III.